# Antonio di Benedetto

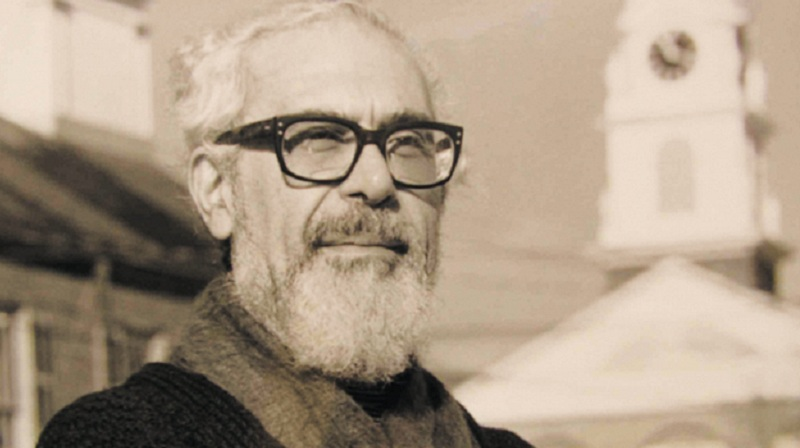
Antonio di Benedetto (um 1979)

Antonio di Benedetto (* 2. November 1922 in Mendoza; † 10. Oktober 1986 in Buenos Aires) war ein argentinischer Schriftsteller.

## Leben
Di Benedetto arbeitete in Argentinien als Journalist, Auslandskorrespondent und Drehbuchautor. Nur Stunden nach dem Militärputsch 1976 wurde er ohne erkennbaren Grund von den Militärs inhaftiert. Aufgrund ausländischer Petitionen, u. a. von Ernesto Sábato und Heinrich Böll, wurde er nach 18 Monaten aus dem Gefängnis entlassen und emigrierte sofort nach Madrid. 1984 kehrte er nach Argentinien zurück und starb, einsam und verarmt, zwei Jahre später in Buenos Aires. Für sein Werk erhielt er zahlreiche Auszeichnungen und Preise, unter anderem den Gran Premio de Honor de la Sociedad Argentina de Escritores, der als höchste literarische Auszeichnung in Argentinien gilt.
Die Werke von Antonio di Benedetto sind nicht so bekannt wie die seiner Landsleute Jorge Luis Borges, Manuel Puig oder Julio Cortázar, vor allem auch deshalb nicht, weil sie lange Zeit aus den Buchläden verschwunden waren. In Argentinien begann Ende der Neunzigerjahre mit Neuauflagen seiner Werke bei Adriana Hidalgo Editora seine Wiederentdeckung.

## Werke auf Deutsch

### Der RomanUnd Zama wartet
Und Zama wartet ist di Benedettos bekanntester Roman über die Selbstzerstörung eines spanischen Kolonialbeamten in der öden Hauptstadt des heutigen Paraguay. Er erschien unter dem Titel „Zama“ zuerst 1956 im Editorial Dople P in Buenos Aires. 1967 kam es in Argentinien zu einer Neuausgabe einer vom Autor überarbeiteten Version. Der Roman erlebte weitere Auflagen unter anderem in Spanien (1972, 1979, 1985) und Kuba (1990). Die deutsche Übersetzung stammt von Maria Bamberg und erschien 1967 im Erdmann Verlag unter Berücksichtigung der vom Autor vorgenommenen Änderungen. Eine Neuausgabe dieser Übersetzung erschien 2009 unter dem verkürzten Titel „Zama wartet“ im Manesse Verlag.

### Die ErzählungStille
Die Erzählung Stille heißt im Original El silenciero und wird dort auch als novela (also als Roman) bezeichnet. El silenciero erschien zuerst 1964 bei Ediciones Troquel in Buenos Aires und wurde 1968 in der Übersetzung von Curt Meyer-Clason bei Suhrkamp auf Deutsch verlegt.
Der Originaltitel der Erzählung, El silenciero, ist ein Neologismus, der den nicht namentlich genannten Ich-Erzähler beschreibt. Es handelt sich um einen Mann, der einmal Jura studiert hat, nun aber nichts mehr zustande bringt, da er sich immer und überall störendem Lärm (el ruido) ausgesetzt sieht und keinen klaren Gedanken fassen kann. Sein Pochen auf ein Recht auf Ungestörtsein, seine Eingaben bei den Behörden bleiben erfolglos. Er sieht sich selbst als angehenden Schriftsteller, der ein Werk namens Das Dach (El techo) vorantreiben will. Doch der allgegenwärtige Lärm lässt ihn sein Leben verpassen. Am Ende landet er wegen einer Brandstiftung im Gefängnis.
Das Buch wurde 1999 in Argentinien neu aufgelegt, versehen mit einem Vorwort von Juan José Saer, der El silenciero zu den Hauptwerken der argentinischen Literatur zählt.

### Die ErzählungVisor Obstinatus
Visor Obstinatus erschien unter dem spanischen Originaltitel Obstinado visor zuerst in der Erzählsammlung Absurdos (1978). Die deutsche Übersetzung von René Strien erschien zusammen mit den Erzählungen anderer Autoren in dem Sammelband Der rote Mond. Phantastische Erzählungen vom Río de la Plata 1988 bei Suhrkamp.
Die kurze Erzählung (im angegebenen Band umfasst sie nur acht Seiten) zeigt vier Episoden aus dem Leben von Rubén, der sich seit seiner Kindheit dazu getrieben sieht, bestimmte Dinge in Erwartung einer Katastrophe genau zu beobachten.
In der ersten Episode ist Rubén sieben Jahre alt. Er wird immer wieder zu einem bestimmten Haus mit hellblauer Fassade hingezogen und hält dort ohne ersichtlichen Grund „Wache“. Eines Tages bemerkt er einen Riss in der Wand des Hauses und beobachtet, wie zuerst das Dach und dann die himmelblaue Wand einstürzen.
Die zweite Episode erzählt vom neunjährigen Rubén, der den Geschichtsunterricht in unbestimmter Erwartung eines kommenden Unglücks verbringt. Diesmal ist es die Lehrerin, deren schiere Gegenwart bei Rubén „eine alles beherrschende Gefühlsbeeinflussung“ bewirkt. Rubéns Unbehagen wird bestätigt, als der Kittel der Lehrerin den Ofen streift und Feuer fängt. Die Lehrerin will nach draußen fliehen, durch die Luftzufuhr weitet sich das Feuer auf ihre Kleider und ihre langen Haare aus.
Die dritte Episode verbringt der inzwischen siebzehnjährige Rubén wieder in Vorahnung eines Unglücks. Diesmal betrifft  sein unbestimmtes Gefühl ein schwangeres Mädchen aus der Nachbarschaft. Eines Tages treibt ihn seine Vorahnung in den Bus, in den sie einsteigt. Während der Fahrt setzen die Wehen ein, sie bringt das Kind im Bus zur Welt. Es tritt dabei auch kein Unglück ein, es geht alles gut, und obwohl Rubén nicht direkt dabei behilflich ist, vermeint er zu erkennen: „Dafür [...] hat er dort sein müssen.“
In der vierten Episode ist diesmal ohne Altersangabe von „Herr Rubén“ die Rede. Er ist verwitwet, hat eine Tochter und einen Schwiegersohn. Ein neuerliches Vorgefühl treibt ihn früher als gewöhnlich aus dem Büro nach Hause. Unterwegs begegnet er einem angeketteten, bellenden Hund, der ihn ansieht, „mit einem direkten Blick, der nur ihm gilt, und es ist vielleicht ein trauriger Blick“. Die Begegnung mit dem Hund geht ihm nicht aus dem Kopf, nachts kann er nicht schlafen und begreift plötzlich, „dass er ohne Ungeduld und ohne Ärger warten muß bis um fünf. Warten ... worauf?“ Sein eigener Tod hat sich hier angekündigt, und als es fünf Uhr schlägt, „beobachtet er von dem Sessel aus, in dem er sich niedergelassen hat, wie er in seinem Bett stirbt“. Mit dieser unbestimmt gehaltenen Trennung von Leib und Seele beim Sterben endet die Erzählung.

## Weitere Werke
- Mundo animal (1953)
- El pentágono (1954; 1974 neu aufgelegt unter dem Titel Anabella)
- Grot (1957; 1969 neu aufgelegt unter dem Titel Cuentos claros)
- Declinación y ángel (1958)
- El cariño de los tontos (1961)
- Los suicidas (1969)
- Cuentos del exilio (1983)
  - Einzelerz., Übers. José Antonio Friedl Zapata: Orthopteren. In: Ein neuer Name, ein fremdes Gesicht. 26 Erzählungen aus Lateinamerika. Hg. wie Übers. Sammlung Luchterhand, 834. Neuwied, 1987, 1989, S. 147–167
- Absurdos (1978)
- Sombras nada más (1985)
- Cuentos completos (2006)

## Verfilmungen
Die argentinische Regisseurin Lucrecia Martel drehte den Spielfilm Zama, der im September 2017 im Rahmen der Internationalen Filmfestspiele von Venedig uraufgeführt wurde, im selben Jahr der offizielle Beitrag Argentiniens bei den Oscars war und in Folge zahlreiche Auszeichnungen erhielt.
Eine Erzählung aus dem Band Absuros diente Fernando Spiner als Vorlage für seinen Film Aballay, el hombre sin miedo aus dem Jahr 2010.
2005 fand die Premiere von Regisseur  Juan Villegas Adaption Los suicidas statt.